# Sư đoàn 9, Quân đội nhân dân Việt Nam
Sư đoàn 9 thuộc Quân đoàn 34, Quân đội nhân dân Việt Nam thành lập ngày 2 tháng 9 năm 1965 tại căn cứ Suối Nhung, tỉnh Phước Thành miền Đông Nam Bộ (chiến khu Đ) trên cơ sở hai trung đoàn Q761 và Q762.

## Quá trình phát triển
Với đội ngũ cán bộ khung chi viện từ miền bắc, các cán bộ và chỉ huy của sư đoàn 9 (F9) hầu hết là các chỉ huy cũ của hai trung đoàn này. Sư đoàn trưởng đầu tiên là đại tá Hoàng Cầm, cùng chính ủy Lê văn Tưởng. Chiến sĩ trong đội hình thành lập sư đoàn có đủ cả ba miền, đông đảo nhất là con em Nam Bộ từng tham gia đồng khởi. Theo VNCH, đây là đơn vị cấp sư đoàn đầu tiên của "Việt Cộng" tức quân giải phóng Miền Nam, với mật danh Công trường 9 có quân số khoảng 4000-5000 người ban đầu. (Thật ra, cùng thời điểm 2/9/1965 còn có sư đoàn 3 Sao Vàng thành lập ở Bình Định với quy mô 2-3 trung đoàn luân phiên). Sư đoàn 9 còn có tên "sư đoàn Đồng Dù".
Vừa mới thành lập F9, Sư đoàn 1 Bộ binh, Quân đội Hoa Kỳ (Sư đoàn Anh Cả Đỏ) và Sư đoàn 5, Quân lực Việt Nam Cộng hòa tiến hành chiến dịch Bushmaster 1. F9 đã giao chiến với đơn vị đối phương tấn công căn cứ của mình 11/1965 ở Dầu Tiếng. Trận Bàu Bàng năm 1965 này là trận đánh cấp sư đoàn đầu tiên trên chiến trường miền Nam của hai phía trong Chiến tranh Việt Nam. Năm 1966, F9 lại giao chiến với Sư đoàn 1 Bộ binh Hoa Kỳ trong Chiến dịch Rolling Stone ở Tân Bình (tháng 2) và chiến dịch Attleboro ở Dầu Tiếng (tháng 11). Trung đoàn Lộc Ninh được tăng cường cho F9 (còn gọi là "trung đoàn 3") nâng tổng số lên 7000 người kể cả chỉ huy. Đến năm 1967, một lần nữa tại Bàu Bàng, F9 lại giao chiến với Sư đoàn một "Anh Cả Đỏ" trong chiến dịch Junction City.
Cuối năm 1967, F9 chuẩn bị gấp gáp để tiến sát vùng ngoại ô Sài Gòn, chuẩn bị cuộc Tổng tấn công và nổi dậy Tết Mậu Thân. Đây là chiến dịch có quy mô, thời gian và hỏa lực lớn nhất, cũng là sự kiện đẫm máu nhất của sư đoàn 9 trong suốt lịch sử thành lập lúc bấy giờ.
Sau chiến dịch Mậu Thân, lực lượng F9 tổn thất nặng, phải rút lui về những miền nông thôn (Q761 còn chưa đầy 500 quân, Q762 còn hơn 500 người, Q763 mất hơn nửa đội hình) và ngừng hoạt động. Do nhu cầu tổ chức khung đơn vị cho các lực lượng miền tây Nam bộ, trung đoàn Lộc Ninh (Q763) rời F9. Bù lại, trung đoàn 95C F325 tăng cường cho F9 và cũng lấy tên trung đoàn 3 (còn gọi là "trung đoàn Hoa Lư"). Năm 1969 khi chuẩn bị đủ hỏa lực, F9 tiếp tục tấn công nhưng quy mô nhỏ và yếu dần, nhanh chóng bị đẩy lui sang lãnh thổ Campuchia. Tại đây, để đối phó với các cuộc tấn công của QLVNCH, bộ chỉ huy Miền thành lập đoàn 301 với các sư 5,7,9 và các đơn vị trợ chiến. Mặc dù bị tiêu hao nhiều khí tài và cơ sở, song đội hình F9 đã phục hồi hoàn toàn và đủ sức tấn công lớn, với đầy đủ cơ giới vào năm 1971.
Năm 1972 F9 tham gia chiến dịch Nguyễn Huệ rồi tấn công cứ điểm Cần Lê, nhưng thất bại, phải đi vòng về Bình Long để đánh An Lộc, lần đầu tiên có xe tăng phối hợp. Tuy nhiên đây là trận đánh không thành công, các đơn vị khác gồm cả thiết giáp cũng không dứt điểm được và phải rút lui. Đội hình chịu thương vong nặng nề vì B52 của Mỹ, tiêu hao phần lớn binh lực vào cuối chiến dịch (cũng như mất hầu hết số xe tăng). Cuối năm 1972 F9 mới có đủ quân tiếp viện để rút ra ngoài vây lỏng vùng phía bắc ngoại vi Sài Gòn và củng cố lại đội hình trên căn cứ vững chắc của mình.
Ngày 20 tháng 7 năm 1974, khi Quân đoàn 4 được thành lập, F9 được biên chế vào trụ cột quân đoàn này, với Võ văn Dần làm sư trưởng. F9 tăng cường tham gia Chiến dịch Đường 14 - Phước Long, chiến dịch tấn công Xuân Lộc. Sau đó F9 chuyển sang phía tây phối thành đoàn 232 (cùng với F5 và sư đoàn Phước Long). F9 tham gia đánh Biệt Khu Thủ Đô và đây là trận đánh cũng rất đẫm máu, trận cuối cùng bị máy bay của đối phương rải bom trúng đội hình. Song chiến dịch cũng toàn thắng, F9 hạ bộ tư lệnh và cũng vào Sài Gòn sớm nhất. Kết thúc chiến dịch, đơn vị được trả về Quân đoàn 4 với đội hình các sư đoàn 5, 7, 9.
Suốt thời gian Chiến tranh Việt Nam và làm nhiệm vụ Quốc tế cao cả, đã có trên 24 ngàn cán bộ chiến sĩ của Sư đoàn 9 đã hy sinh (Đang tiếp tục tìm kiếm,tổng hợp). Những anh hùng nổi tiếng của sư đoàn là Trừ Văn Thố, Tạ Quang Tỷ, Đoàn Hoàng Minh, Nguyễn Đức Nghĩa, v.v... Các vị chỉ huy nổi tiếng của Quân đội nhân dân Việt Nam vốn là cán bộ F9 gồm Hoàng Cầm, Lê Văn Tưởng, Hoàng Thế Thiện, Tạ Minh Khâm, Nguyễn Thới Bưng, Võ văn Dần, Nguyễn Văn Thái, Lê Văn Dũng, Đào Lợi, Nguyễn Năng Nguyễn, Nguyễn Minh Chữ, Huỳnh Hồng Sơn.
Khi Pôn Pốt đánh vào biên giới tây nam, F9 tham gia chiến tranh bảo vệ biên giới Tây Nam và được mệnh danh là Quả đấm thép miền đông nam bộ trên đất Ăng co.
Sư đoàn đã hai lần được Nhà nước Việt Nam phong danh hiệu Anh hùng lực lượng vũ trang nhân dân.

## Cấu trúc sư đoàn

#### Q.761
Gọi tắt là trung đoàn 1, đơn vị bộ binh chủ lực F9 và cũng là trung đoàn đầu tiên của Quân giải phóng miền nam. Tiền thân là các tiểu đoàn đồng khởi hình thành từ bộ đội huyện. Các tiểu đoàn 1,2,3 tổng hợp lại tháng 7/1961 (nên gọi là Q761) thành trung đoàn hoàn chỉnh.
Sau chiến thắng Bình Giã cuối năm 1964, đơn vị mang tên "trung đoàn Bình Giã" trước khi về với F9. Giữ nguyên biên chế đến ngày nay.

#### Q.762
Gọi tắt là trung đoàn 2, chủ lực F9, được tập hợp tháng 7/1962 từ khung là bộ đội tập kết, với 2 tiểu đoàn 4 và 5. Di chuyển vào miền đông năm 1964, được tăng cường tiểu đoàn 6 của quân khu. Sau trận Bình Giã, các chỉ huy tiếp tục tung quân đánh "áp sát" Mỹ và thắng luôn trận Đồng Xoài vào giữa tháng 5/1965. Đơn vị mang tên "trung đoàn Đồng Xoài" với các tiểu đoàn 4,5,6. Giữ nguyên biên chế đến ngày nay.

#### E3
Ban đầu là trung đoàn 2-sư đoàn 4 QK9 thành lập ở miền tây nam bộ. Lần lượt đưa từng tiểu đoàn 7,8,9 lên miền đông tăng cường lực lượng sau khi thành lập sư đoàn 9. Sau chiến thắng Lộc Ninh 1967, đơn vị này mang tên "trung đoàn Lộc Ninh" Q.763 của F9. Năm 1969, Q763 trở về lại miền tây, sau này trở về lại trung đoàn 2-sư 4. Trung đoàn Hoa Lư E95C thay thế, thuộc đội hình F9 nhưng chủ yếu là tác chiến hiệp đồng với các đơn vị khác. Giữ nguyên biên chế đến nay. Cùng với các lực lượng công pháo, phòng không, đặc công, trinh sát.
Hiện nay là Trung đoàn BB3 đóng quân tại Xuân Tâm - Xuân Lộc - Đồng Nai

## Lãnh đạo hiện nay
- Sư đoàn trưởng: Đại tá Ngô Ngọc An
- Chính ủy: Đại tá Nguyễn Hữu Thắng
- Phó Sư đoàn trưởng Tham Mưu Trưởng: Đại tá Nguyễn Quyết Thắng 
- Phó Chính ủy: Đại tá Phạm Văn Hồng 
- Phó Sư đoàn trưởng: Đại tá Vũ Tiến Toại
- Phó Sư đoàn trưởng: Đại tá Hoàng Nghĩa Minh 
+ Cơ quan Sư đoàn:  
-  PCT: Đại tá Hồ Viết Quảng - CN
- PHCKT: Thượng tá Nguyễn Tất Dương - CN